# Вогсёй
Вогсёй (норв. Vågsøy) — коммуна в губернии Согн-ог-Фьюране в Норвегии. Административный центр коммуны — город Молёй. Официальный язык коммуны — нюнорск. Население коммуны на 2007 год составляло 5998 чел. Площадь коммуны Вогсёй — 176,38 км², код-идентификатор — 1439.

## История населения коммуны
Население коммуны за последние 60 лет.

Статистика коммуны Вогсёй